# Драпака
Драпа́ка (інша назва — Глибочо́к) — річка в Україні, в межах Чортківського району Тернопільської області. Права притока Нічлави (басейн Дністра). 

## Опис і розташування
Довжина річки 17 км, площа басейну 57 км². Від витоку до села Глибочок течія повільна, нижче до гирла похил річки зростає, набуває каньйоноподібного вигляду. Воду використають для сільськогосподарських потреб. 
Драпака починається із джерел, що на захід від села Озеряни. Тече на південь, у пониззі — на південний схід. Впадає у Нічлаву між селами Висічка і Пищатинці. 